# 桂徳院 (練馬区)
桂徳院（けいとくいん） は、東京都練馬区桜台にある臨済宗大徳寺派の寺院。

## 歴史
慶長17年（1612年）または慶長7年（1602年）、常陸片野藩主滝川壱岐守正利が亡父羽柴下総守雄親（滝川雄利。慶長15年（1610年）没）の菩提所として江戸の神田昌平橋内にあった広徳寺に創建した。開山は広徳寺第3世大徳州甫。院号は開基である滝川雄利の戒名「桂徳院殿前法印三英周傑庵主」に由来する。
寛永12年（1635年）、広徳寺が下谷に移転し、蒲岩和尚により同寺境内に再建された。
安永6年（1777年）、火災により焼失。明治維新後、広徳寺塔頭の泰寿院および梅雲院を合併し、明治39年（1906年）、隣地（梅雲院跡地）に移転した。
大正12年（1923年）、関東大震災のため再び焼失。仮堂を建てて復興したが、昭和20年（1945年）、強制疎開を命ぜられて建物が取り払われた。昭和27年（1952年）に練馬区桜台の広徳寺別院（現本坊）隣地に移転し、昭和30年（1955年）に本堂と庫裡が落慶した。

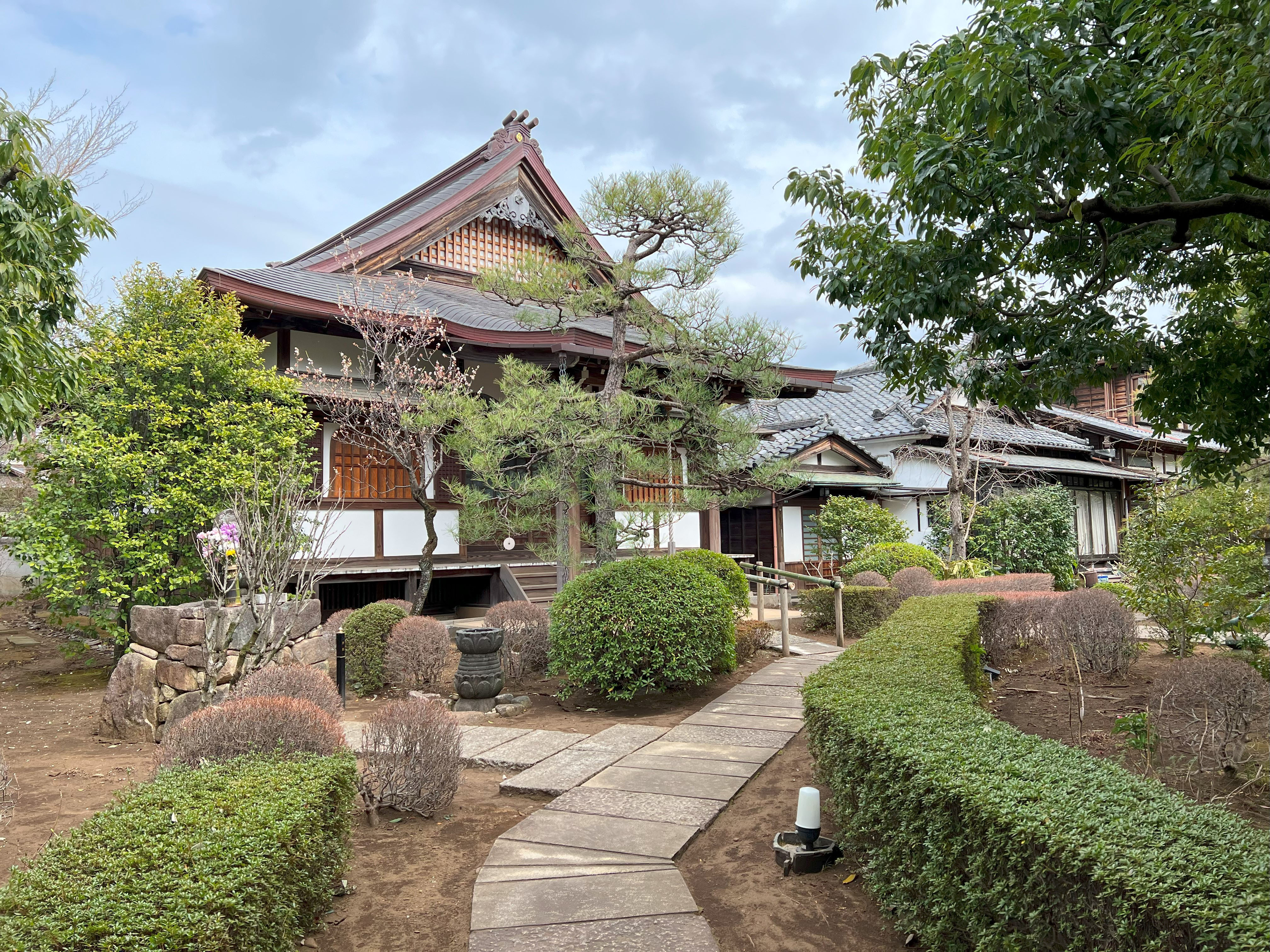
本堂

## 墓地
広徳寺境内裏の広徳寺共葬墓地（非公開）の一角にある。関東大震災後、まだ下谷に残っていた桂徳院に先立って墓地のみ練馬に移転した。桂徳院の墓は一般に広徳寺墓地としてまとめて紹介される。

### 大名・旗本
- 真田信就 – 信濃松代藩主真田信政の子。当人、生母（小野お通の娘）、夫人の墓3基がある。
- 滝川家歴代 – 開基滝川雄利の子孫。
- 森忠広 – 美作津山藩世嗣。
- その他、大名・旗本家の墓や合葬墓多数。

### 文人
- 大内熊耳 – 江戸時代中期の儒学者。
- 菊池五山 – 江戸時代後期の漢詩人。
- 菊池秋峯 – 江戸時代末期から明治時代初期の漢詩人。菊池五山の子。